# Rozs Tamás
Rozs Tamás (Pécs, 1960. október 12.) zenész (csellista-énekes), zeneszerző, zenetanár, zeneterapeuta. A Szélkiáltó együttes csellósa.

## Élete
A pécsi Ciszterci Rend Nagy Lajos Gimnáziumában érettségizett. 1982 óta tagja a Szélkiáltó együttesnek, amivel 1983-ban megnyerték a Ki mit tudot. 2018-ban Magyar Örökség díjat kaptak. Keresztény Béla halála óta Lakner Tamással és Fenyvesi Bélával trióban zenélnek. Az együttessel bízta meg először a Bóbita Bábszínház zeneírással, de később önálló megbízásokat is kapott, illetve Szabó Zsuzsa bábművésszel is játszott évekig. Ezután több bábprodukcióhoz is írt zenét Szegeden, Egerben, Győrben és a Budapest Bábszínházban egyaránt. Sokszor közre is működött ezekben az előadásokban és más színházakban is.
1986-ban a Janus Pannonius Tudományegyetem Tanárképző Karán magyar, főiskolai ének-zene szakon diplomázott. 2013-ban ének-zene tanár posztgraduális mesterképzési szakon szerzett egyetemi diplomát az egyetem Művészeti Karán. Szakdolgozati portfóliója címe: Zenetanárság, zeneterápia, transzfer-hatás.
1992–1993 között a Zeneakadémia Jazz Tanszakára járt ének szakra Gonda Jánoshoz, majd 2006-ban két és fél év alatt a Pécsi Tudományegyetem Művészeti és az Orvosi Karának közös akkreditációjában elvégezte a Művészetterápia szakot, Zeneterápia specializáción. Szakdolgozata címe: A zeneterápia hatása oligofrén kliensekre-élmény és mentális fejlődés értelmi sérültek körében. Zeneterápiával értelmi sérültekkel, és különböző helyeken, klinikán is dolgozott (a Pécsi Fogd a kezem Alapítványnál tíz és Budapesten a Napsugár Habilitációs Intézetben egy évig).
Tanított ének-zenét különböző általános-, és középiskolákban, így Pécsett az Ágoston téri iskolában, Szentlőrincen a kísérleti iskolában művészet tantárgyat, Budapesten az Erdei Iskolában és a Gandhi Gimnáziumban Pécsett ének-zenét hét évig. A 2011/12-es és a 2012/13-as tanévben tanított a Pécsi Leőwey Klára Gimnáziumban ének-zene tantárgyat, s két évig vezette a Férfikart – ami a 2012-es Helikon ünnepségeken arany minősítést szerzett –, 2014-ben pedig a Wekerle-telepi Deák Ferenc Gimnáziumban. A Pesti Magyar Színház Színiakadémiáján is tartott kurzust 2015-ben. A Kaposvári Egyetemen is a színészosztályoknak oktat – kisebb nagyobb megszakításokkal – zenés mesterséget és kreatív zenét. A Szegedi Egyetem Gyógypedagógiai Karán 4 tanévet tanított. A PTE Művészeti Kar vendég oktatójaként tartok kurzust a vézős zeneterapeuta hallgatóknak posztgraduális képzésen (A zeneterápia szerepe, hatásmechanizmusa értelmi sérült kliensek körében). A zenés színész-mesterség tantárgy vizsga-előadásai koncertként éltek tovább budapesti színházakban, s más befogadó helyeken.
Fő hangszerem a cselló, de játszott gitáron, nagybőgőn, s alapfokon zongorán is. Tanulja az úgynevezett mongol-, vagy torok énekhangképzést. Autodidakta módon kezdte, majd Tran Qvan Hai mesternél Párizsban és Radik Tyulyush-nál (Huun Huur Tu együttes) tanult.
Még a főiskolán a Tillai Aurél vezette vegyeskarban énekelt, s félévet töltött a Tomkins Énekegyüttesben is 1991-ben. Játszik az Arcofon Duo/Trio/Quartet formációban – világzenét, etnojazzt Kovács Márton, Gyulai Csaba és Gáspár József társaságában. A Kaposváron, a Csiky Gergely Színházban 2003-ban alakult Szakértők zenekarban Kovács Márton és Mohácsi János darabjainak zenéit dolgozzák föl. Az Ördögszekér Kompániában is hosszú évekig muzsikált, ahol fia lépett a helyébe hegedűvel és időnként a lánya is énekel.
2004-ben készítette el a Férfiének című CD-jét zenész barátaival.
Önálló műsorait fesztiválokon, rendhagyó irodalom, vagy énekóra keretében játssza. Rendszeresen ír színházi zenéket báb-, és kőszínházaknak, s egyes darabokban továbbra is közreműködik.

## Díjai, elismerései
- 2007-ben a Versünnep országos verseny szakmai I. díját kapta.
- A 2015-ös POSZT-on "A legjobb zene és hangzásvilág" díjat kapta  a Szigorúan ellenőrzött vonatok című darab zenéjéért a szakmai zsűritől.
- 2018-ban Magyar Örökség díjat kapott a Szélkiáltó együttes tagjaként.